# Жаков, Степан Иванович
Степа́н Ива́нович Жа́ков (6 апреля 1913, с. Вильгорт (ныне Сыктывдинского района[уточнить], Республики Коми, России — 22 января 1987, Пенза) — советский учёный-климатолог, доктор географических наук (1965), профессор (1966).

## Биография
Участник Великой Отечественной войны. Имел боевые награды.
С 1956 по 1964 год учительствовал, с 1965 по 1981 год работал заведующим кафедрой физической географии Пензенского государственного педагогического института. Под его руководством на кафедре была открыта аспирантура. Основным направлением научных исследований кафедры в то время было изучение климата.
В 1965 году защитил докторскую диссертацию на тему «Происхождение атмосферных осадков на европейской территории СССР в тёплое время года». В 1966 году стал профессором ПГПИ.
Многолетний председатель Пензенского отделения Географического общества СССР.

## Научная деятельность
Внес значительный вклад в изучение природы, населения и хозяйства Пензенской области. Широко известны труды профессора С. И. Жакова по климатологии СССР и Пензенской области. Под его руководством подготовлен первый географический атлас Пензенской области (1982).

## Научные труды
С. И. Жаков — автор свыше 60 научных работ, в том числе монографии:
- «Влияние Арктики на климат СССР» (1969),
- «Основные климатические закономерности на территории СССР» (1978),
- «Общие климатические особенности Земли» (1984).
- «Общие закономерности режима тепла и увлажнения на территории СССР» (1982)
- «Арктика и климат Западной Сибири» (1967)
- «Природа Пензенской области» (Под ред. С. И. Жакова. 1970) и др.

## Награды
- Орден Трудового Красного Знамени.